# Balanoptica
Balanoptica é um gênero de mariposa pertencente à família Acrolepiidae.